# Ouvido médio

Ouvido médio com martelo, bigorna e estribo

O ouvido médio, também chamado orelha média, é representada pela cavidade timpânica, um espaço irregular preenchido por ar e localizado na parte petrosa do osso temporal, entre a membrana timpânica e a cóclea. É composto por: membrana timpânica, cadeia ossicular, músculos intratimpânicos e tuba auditiva.
A membrana timpânica separa a orelha externa da orelha média e é a estrutura que recebe a onda sonora. A onda é direcionada pelo pavilhão auricular para o meato acústico externo, e é pela ação do tímpano que há a conversão de pressão sonora em energia mecânica para, em sequência, ser transmitida para as demais partes da orelha média e interna.
Sendo assim, a membrana timpânica tem a função de  transdução: de pressão sonora para energia mecânica, que é transmitida para a orelha interna via cadeia ossicular. O som que passa pelo tímpano faz os ossículos, que possuem conexões flexíveis entre si, vibrarem. Esse movimento mecânico é responsável pela transmissão e a amplificação da onda sonora para o meio líquido, presente na cóclea.
A cavidade timpânica tem sua estrutura delimitada por seis paredes: teto, pavimento, parede lateral (membrana timpânica), parede medial (janela oval e janela redonda) e paredes posterior e anterior. Ela contém os três ossículos da audição: martelo, bigorna e estribo, os quais, em conjunto, formam a cadeia ossicular. A tuba auditiva, localizada na parte anterior da orelha média, liga a caixa timpânica à faringe e tem função ventilatória: areja e equaliza o ar do meio externo com a pressão da orelha média em situações de variação de pressão atmosférica.
Em suma, a função da orelha média é transferir eficientemente e amplificar a energia sonora do meio aéreo para o meio líquido contido dentro da cóclea.

## Anatomia da orelha média

### Ossículos

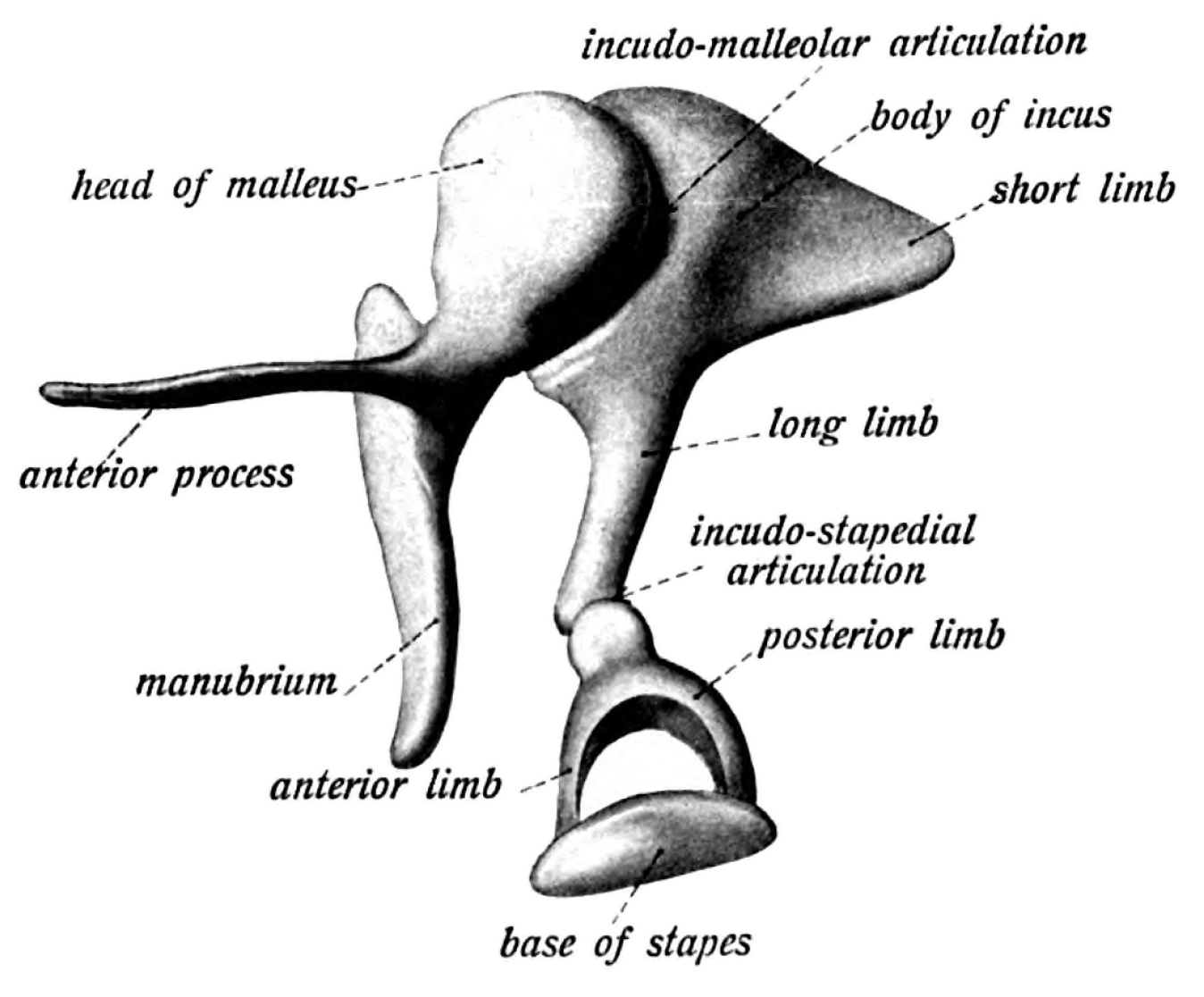
Os três ossículos do ouvido médio: martelo, bigorna e estribo

A orelha média contém os três menores ossos do corpo, conhecidos como ossículos: martelo, bigorna e estribo.
A cadeia ossicular encontra-se articulada entre si e é suspensa por músculos e ligamentos, estendendo-se da membrana timpânica à janela do vestíbulo: o martelo é interligado à membrana timpânica; o estribo, fixado à janela do vestíbulo; e a bigorna, posicionada entre ambos. Os ossículos têm como função principal a transmissão das vibrações da membrana timpânica causadas pelas ondas sonoras. Assim, a membrana timpância, em conjunto com os ossículos, forma um complexo tímpano-ossicular, e esse sistema transmite a energia da vibração do ar para o meio líquido da orelha interna.
Em outras palavras, os ossículos atuam em conjunto e realizam a conversão mecânica das vibrações do tímpano em ondas de pressão, que são amplificadas no fluido da cóclea (ou orelha interna). Os ossículos também atenuam a transmissão das vibrações da membrana timpânica em casos de pressão sonora elevada.
Os músculos da cadeia ossicular – o tensor do tímpano (suprido pelo nervo trigêmeo) e o músculo estapédio (inervado pelo nervo facial) – são compostos por fibras musculares estriadas esqueléticas e lisas que se contraem involuntariamente mediante estímulos acústicos intensos, cerca de 70 a 90 dB acima do limiar de auditivo. É essa contração que protege o sistema auditivo a partir do enrijecimento da cadeia ossicular.

### Músculos
O movimento dos ossículos pode ser reforçado por dois músculos, o músculo estapédio e o músculo do martelo, que são comandados pelo nervo facial e pelo nervo trigêmeo, respectivamente. Esses músculos apresentam contração involuntária quando expostos a sons intensos, mecanismo que provoca o enrijecimento da cadeia ossicular e, consequentemente, diminui a transmissão de som para a orelha interna, atuando como recurso de proteção da cóclea.
Tal proteção é, portanto, um mecanismo fisiológico chamado de reflexo acústico (RA). Essa atuação reflexa pode ser medida a partir da imitanciometria, por meio da qual é possível determinar o limiar do reflexo acústico, ou seja, a menor intensidade em que o reflexo acontece frente à apresentação de um estímulo sonoro. A análise de sua presença, ausência e nível de sensação em que é desencadeado fornece informações importantes para a avaliação audiológica básica.

### Nervos

Crânio demonstrando o nervo facial

O nervo facial e o nervo trigêmio atuam na contração dos músculos do estribo e do martelo, respectivamente. Estes possuem ramos que originam, na orelha média, o nervo corda do tímpano (ramo do nervo facial) e o plexo timpânico de nervos. Tal inervação é responsável por proteger as estruturas da orelha média e e da orelha interna, promovendo a contração dos músculos (músculo do estribo e o músculo do martelo), quando expostos a sons de forte intensidade.

## Patologias da orelha média
Há algumas condições que podem afetar a transmissão do som na orelha média. Entre essas patologias estão a desarticulação da cadeia ossicular, a acumulação de fluido na orelha média (otites), a disfunção da tuba auditiva, o aumento da mobilidade da membrana timpânica, a otosclerose e a perfuração da membrana timpânica.
A orelha média pode ser entendida como um espaço preenchido por ar que é constantemente exposto à mudança de pressão. Assim, a equalização da pressão interna com o ar ambiental é uma função essencial, realizada pela tuba auditiva. Quando essa funcionalidade não ocorre adequadamente, há risco de rompimento ou danos a membrana timpânica.
Além disso, as otites médias, infecções que se caracterizam principalmente pela retenção de fluido na orelha média, são as causas mais comuns de perda auditiva condutiva em crianças.

### Otosclerose
A Otosclerose é uma doença que acomete exclusivamente o osso temporal e é caracterizada por neoformações ósseas na cápsula ótica humana. Os locais mais acometidos por essas neoformações ósseas são:
- porção anterior do estribo;
- porção posterior da platina;
- giro basal da cóclea;
- janela redonda;
- em alguns casos, toda a cóclea e o conduto auditivo interno podem ser atingidos.

#### Caracterização
A otosclerose pode se apresentar clinicamente com diferentes tipos de perda auditiva, a depender do estágio da doença. A mais comum é a perda auditiva condutiva, seguida da perda auditiva do tipo mista e, nos mais casos mais raros, pode ocorrer perda auditiva sensorioneural. Essas diferentes apresentações dependem do local em que o o foco esclerótico está localizado.
Na maioria das vezes, a perda auditiva é do tipo condutiva em razão de o foco esclerótico localizar-se na platina do estribo, causando sua fixação. Porém, com a evolução natural da doença, esse foco esclerótico pode avançar para a cóclea, levando a uma perda auditiva do tipo mista. Em casos raros, a perda acomete apenas a cóclea, sem alterações na platina do estribo, o casionando perda auditiva considerada exclusivamente sensórioneural.

#### Diagnóstico
Clinicamente, ela se manifesta como uma perda auditiva de evolução lenta e gradual. Na maioria dos pacientes, cerca de 70%, a perda é bilateral com componente condutivo. Quando a perda é unilateral, o diagnóstico pode se apresentar mais tardiamente pela dificuldade de detecção da perda auditiva.
A queixa principal dos pacientes com essa patologia é a dificuldade de ouvir conversas quando estão mastigando e, até mesmo, uma melhor percepção sonora em ambientes mais ruidosos. Outro sintoma comum, quando a perda é unilateral, é a dificuldade de localizar o som.

#### Resultados audiométricos
A perda auditiva inicia nas frequências baixas e, com a evolução, acomete as demais frequências e a via óssea. Com os limiares de via óssea comprometidos, o resultado do IRF (Índice de Reconhecimento de Fala) também apresentará uma porcentagem menor que 88%.

### Barotrauma
Barotrauma é um desconforto na orelha que ocorre quando a pressão na orelha média não se ajusta adequadamente à pressão no canal auditivo externo. Essa condição é frequentemente experimentada durante atividades de mergulho e em situações em que as altitudes variam, devido à dificuldade em equilibrar a pressão entre o ambiente ao redor e o interior da orelha média.
A diferença anatômica entre a tuba auditiva de adultos e de crianças favorece a ocorrência de barotraumas em crianças, pois a tuba auditiva infantil é mais estreita e horizontal em comparação à dos adultos, uma vez que a tuba auditiva adulta, que é mais vertical e larga, permite uma equalização mais eficaz da pressão. Por essa razão, a tuba auditiva está diretamente relacionada a esse trauma, já que é responsável pela ventilação dos espaços aéreos e pela equalização da pressão no espaço da orelha média com o meio externo.

#### Causas
Situações que prejudicam a ventilação da orelha média pela tuba auditiva podem levar ao desenvolvimento de um barotrauma. Sua ocorrência está associada a situações de mergulho ou de viagem aérea: durante a decolagem, a pressão atmosférica dentro da cabine diminui à medida que a aeronave sobe; já na aterrissagem, a pressão atmosférica na cabine aumenta à medica que a aeronave desce, causando diferenças de pressão atmosférica entre a orelha média e o meio externo. No mergulho, o barotrauma ocorre principalmente durante a descida, uma vez que a pressão externa aumenta sobre a membrana timpânica, e a tuba auditiva pode impedir a passagem de ar para a orelha média ou comprimir o ar existente nela. Além disso, qualquer obstrução das vias aéreas devido a muco, inflamação ou outras causas pode resultar em barotrauma da orelha média, já que o ar preso na orelha média não consegue escapar adequadamente.

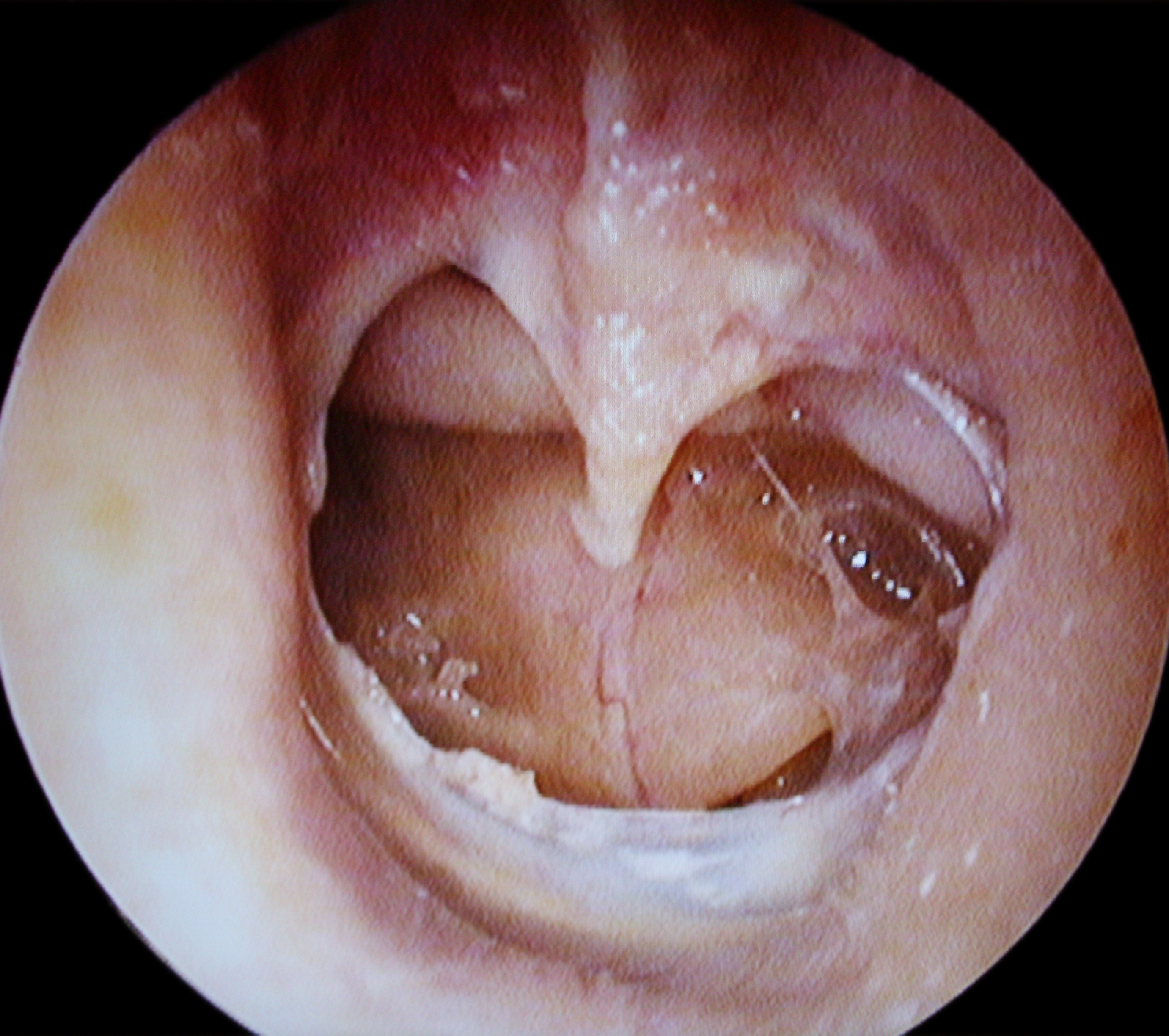
Perfuração da membrana timpânica

##### Manobras que facilitam a abertura da Tuba Auditiva[15]
- deglutição;
- movimentos de mandíbula;
- mascar chiclete;
- manobra de Valsalva ou politzerização (manobras não fisiológicas).

#### Sintomas
Os sintomas de barotrauma na orelha abrangem uma variedade de desconfortos. A dor no ouvido é um dos principais indicadores, podendo variar de leve a intensa, dependendo da extensão e da gravidade do barotrauma. Outro sintoma comum é a sensação de plenitude auricular, semelhante a ter água no ouvido ou a sentir algo obstruindo. Zumbido, membrana timpânica perfurada e tontura podem ser desencadeados e, em situações mais severas, pode ocorrer sangramento pelo ouvido. Ademais, é frequente a ocorrência de perda auditiva temporária. Esses sintomas persistirão até que a pressão na orelha média seja igualada.
Na literatura, encontra-se a Escala de Edmonds, que é empregada para categorizar a gravidade do barotrauma da orelha média. Vale ressaltar que existem outras escalas disponíveis para classificar o barotrauma da orelha média na literatura.

##### Os graus da Escala de Edmonds são os seguintes
- Grau 0: refere-se a barotrauma leve, com sintomas, mas sem sinais de lesão visíveis.
- Grau I: caracteriza-se quando a membrana timpânica projeta-se para fora.
- Grau II: apresenta abaulamento acompanhado de pontos hemorrágicos na membrana timpânica.
- Grau III: indica a presença de hemorragia difusa na membrana timpânica.
- Grau IV: corresponde ao hemotímpano.
- Grau V: denota a perfuração da membrana timpânica.[19][20]

Como mencionado anteriormente, em situações mais graves, o barotrauma pode levar a complicações de longo prazo, incluindo perda auditiva e distúrbios de equilíbrio. Portanto, é de extrema importância instruir e assegurar que mergulhadores, passageiros de aeronaves com pressurização e pacientes submetidos a tratamentos hiperbáricos compreendam a necessidade de equalizar a pressão da orelha média de maneira regular e precoce durante o processo de pressurização.

### Otite média
Otite média é caracterizada pela inflamação da mucosa que envolve a cavidade timpânica, resultado de uma infecção viral ou bacteriana, podendo apresentar diversos subtipos que diferem em apresentação, complicações e tratamento.

#### Sinais e sintomas
- Algum grau de perda auditiva condutiva;
- pode ter dor associada;
- febre;
- náusea;
- irritabilidade;
- sintomas gripais;
- drenagem de secreções, caso haja perfuração da membrana timpânica.[24]

#### Achados audiológicos
Quando a otite média não é detectada ou tratada precocemente, ela pode levar a uma perda auditiva leve, com limiar de 20 a menor que 35 dB, ou moderada, com limiar de 35 a menor que 50 dB. Isso acontece porque o acúmulo de líquido na região média da orelha cria uma barreira à passagem do som através da vibração dos ossículos, resultando na perda de energia sonora.
Devido à natureza intermitente das otites médias, a estimulação sonora do indivíduo torna-se inconsistente e descontínua no Sistema Nervoso Auditivo Central, o que pode distorcer as percepções sonoras.
Majoritariamente, em casos de otite média, são encontrados nos achados audiológicos:

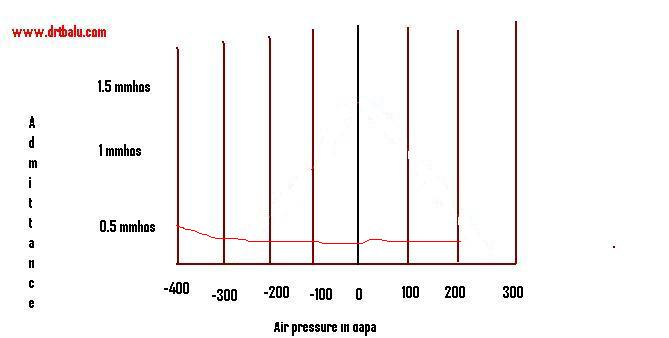
Curva timpanométrica tipo B, sugerindo presença de líquido no espaço da orelha média

- perda auditiva condutiva leve à moderada bilateralmente;
- curva timpanométrica tipo B;[26]
- emissões otoacústicas ausentes;[27]
- Potencial Evocado Auditivo de Tronco Encefálico – PEATE com latências absolutas das ondas I, III e V aumentadas;[28]
- sensação de ouvido tampado ou plenitude auricular.[28]

### Otite média aguda (OMA)

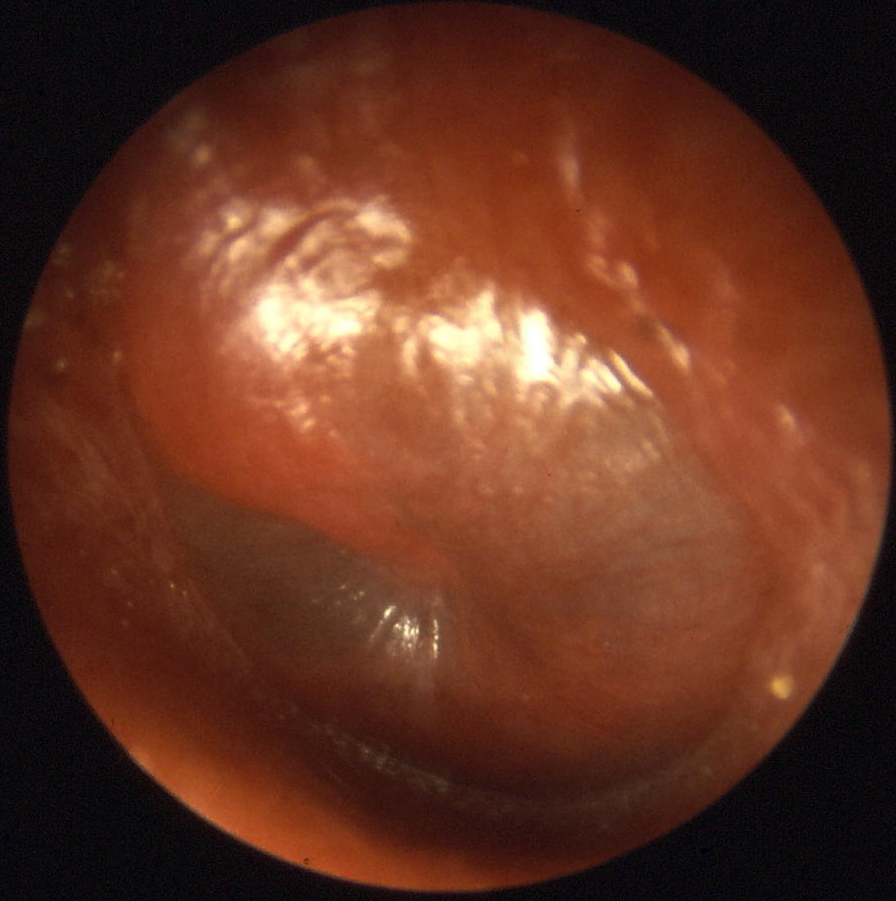
Otite média aguda - membrana timpânica hiperêmica

Consiste no processo inflamatório da mucosa da orelha média, com presença de secreção, de início agudo ou repentino, acompanhada de sinais e sintomas de inflamação. Em geral, inicia-se nas vias aéreas superiores, mais precisamente na nasofaringe, e por contaminação por ascensão de vírus e bactérias da rinofaringe até a orelha média. Os sinais da OMA podem ser objetivamente identificados pela otoscopia, através da qual será observada a membrana timpânica hiperêmica, ou seja, com vermelhidão, ou até mesmo opaca. Pode ser observado, também, rompimento do tímpano.

#### Processo inflamatório da OMA
A inflamação acompanhada de transudações da mucosa da orelha média dará origem à efusão, que, ao aumentar progressivamente de volume, provocará dor de ouvido e rompimento da membrana timpânica. A pressão exercida pelas secreções projeta a membrana timpânica para fora, o que pode ocasionar sua ruptura, com drenagem/vasão de líquido ou exsudato para fora, na orelha externa. Caracteristicamente, a dor diminui no momento em que há saída de secreções pelo meato acústico externo.

#### Fatores de risco
Alguns fatores de risco para a otite média aguda são: idade (maior incidência entre 6 e 36 meses), histórico familiar, disfunção tubária crônica, infecções virais das vias aéreas, hipertrofia de adenóides, refluxo gastroesofágico, amamentação na posição horizontal, sazonalidade, rinite alérgica, tabagismo passivo e exposição a bactérias.

### Otite média crônica (OMC)

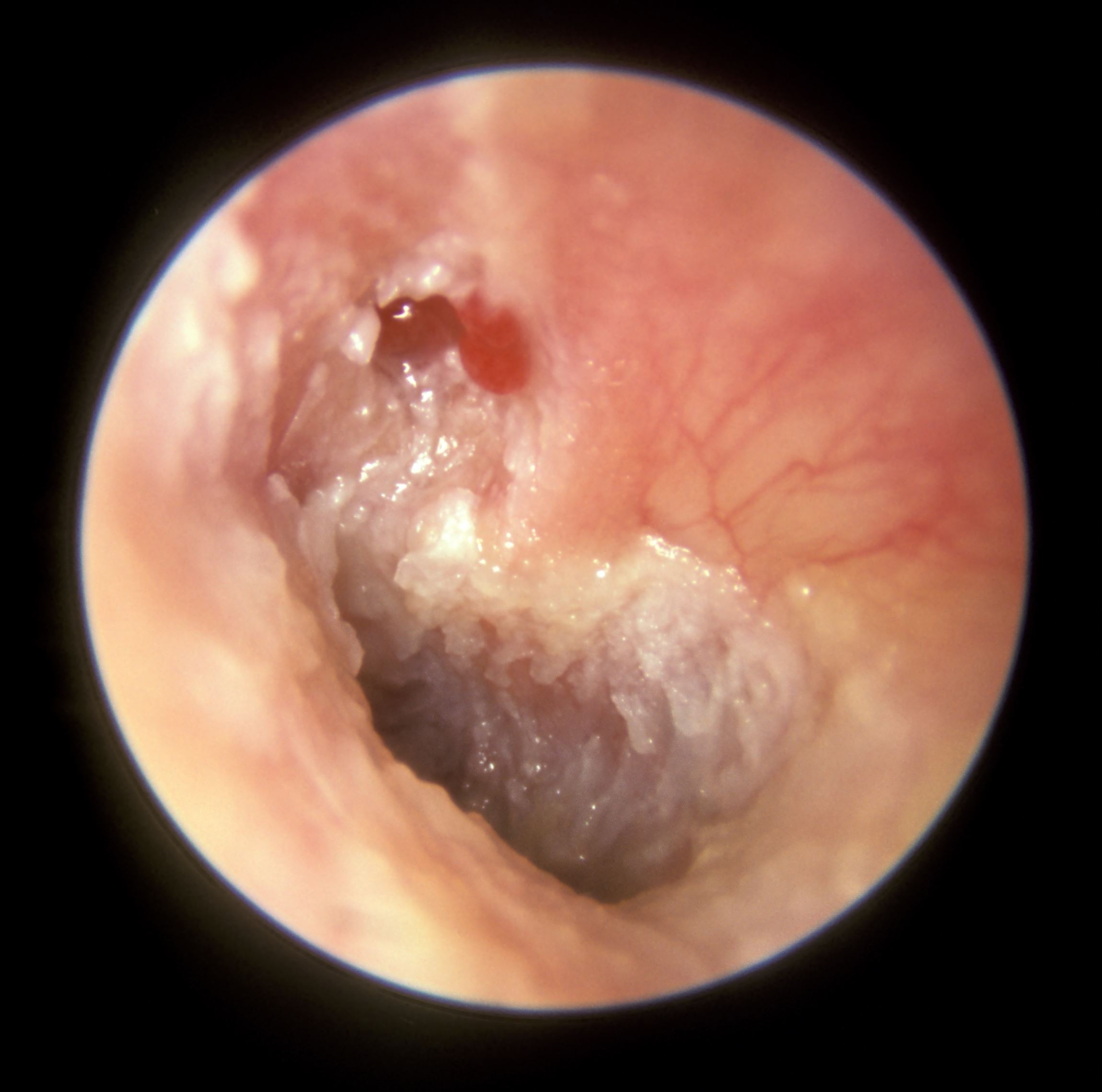
Otite Média Crônica

A otite média crônica é caracterizada pela presença de mudanças nos tecidos da orelha média de natureza inflamatória e irreversível. Apesar de a otite média possuir várias apresentações clínicas (aguda, serosa e crônica), a forma crônica (OMC) é a que comprovadamente resulta em maior prevalência de perda auditiva incapacitante, zumbido e alterações de equilíbrio e vestibulares. A otite média crônica tem sido definida como um processo inflamatório crônico, associado ou não a uma perfuração da membrana timpânica e a otorréia crônica. Ao contrário da otite média aguda, em que o processo inflamatório se desenvolve subitamente e a resolução é de forma rápida e completa, a otite média crônica geralmente está associada a quadros inflamatórios mais insidiosos, persistentes e destrutivos.

#### Processo inflamatório da OMC - O Continuum
Apesar do grande número de estudos publicados sobre a otite média crônica, ainda não existe um consenso sobre sua causa. No entanto, atualmente, uma das hipóteses mais amplamente aceitas é a teoria d'O Conntinuum, que descreve a otite média crônica como uma sequência ininterrupta de eventos, na qual estímulos iniciais desencadeiam uma série de modificações em cadeia.
Alterações que, a princípio, eram leves ou pouco sintomáticas, como retrações, por exemplo, podem progredir a alterações graves, como bolsas de colesteatoma destrutivas, explicando o desenvolvimento da OM como algo progressivo.
Uma agressão inicial, como a hipóxia causada por disfunção da tuba auditiva, poderia originar uma cascata de eventos inflamatórios na mucosa da orelha média. Esse processo inflamatório pode ter resolução espontânea ou por meio de intervenções médicas. Entretanto, também pode seguir um curso progressivo de cronificação.
Essa situação pode ser exemplificada pelo desenvolvimento de efusão serosa na orelha média e, após um período, a secreção tornar-se mucóide. Pode, ainda, avançar para retrações timpânicas, perfurações e colesteatomas conforme a manutenção dos fatores causadores do distúrbio.

### Otite média crônica serosa

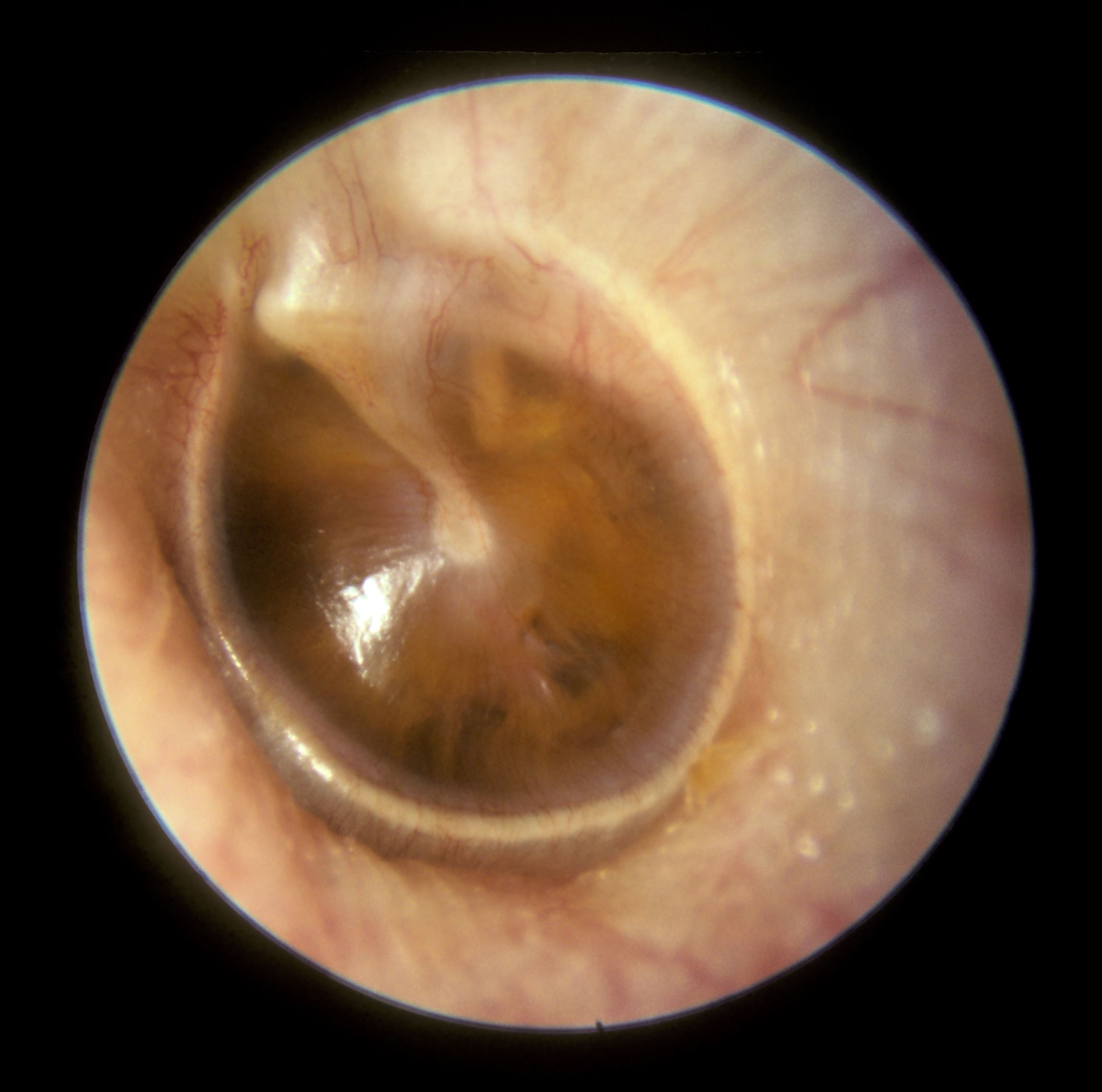
Otite Média Serosa

Do ponto de vista clínico quanto a sinais e sintomas, as otites médias serosas, com evolução maior do que três meses – portanto, crônicas – cursam tipicamente com perda auditiva condutiva, sem a presença de dor, com a sensação de plenitude auricular (“ouvido cheio”) ou sensação de “deslocamento de líquido no ouvido” e autofonia. Não há relato de otalgia. O tratamento baseia-se em melhorar as condições da tuba auditiva, favorecendo a absorção e/ou drenagem do conteúdo presente na fenda auditiva, o que muitas vezes necessita de timpanotomia (incisão na membrana timpânica) e colocação de tubo de ventilação.

### Otite média crônica colesteatomatosa
É definido como sendo a presença de epitélio escamoso estratificado queratinizado no tecido de dentro da orelha média. Tem características líticas e de migração pela liberação de citoqueratinas e citocinas na mucosa alterada. É uma doença crônica de origem epitelial que ocasiona a erosão óssea, tanto da cadeia ossicular como da mastoide. O colesteatoma pode ser congênito ou adquirido, primário ou secundário.

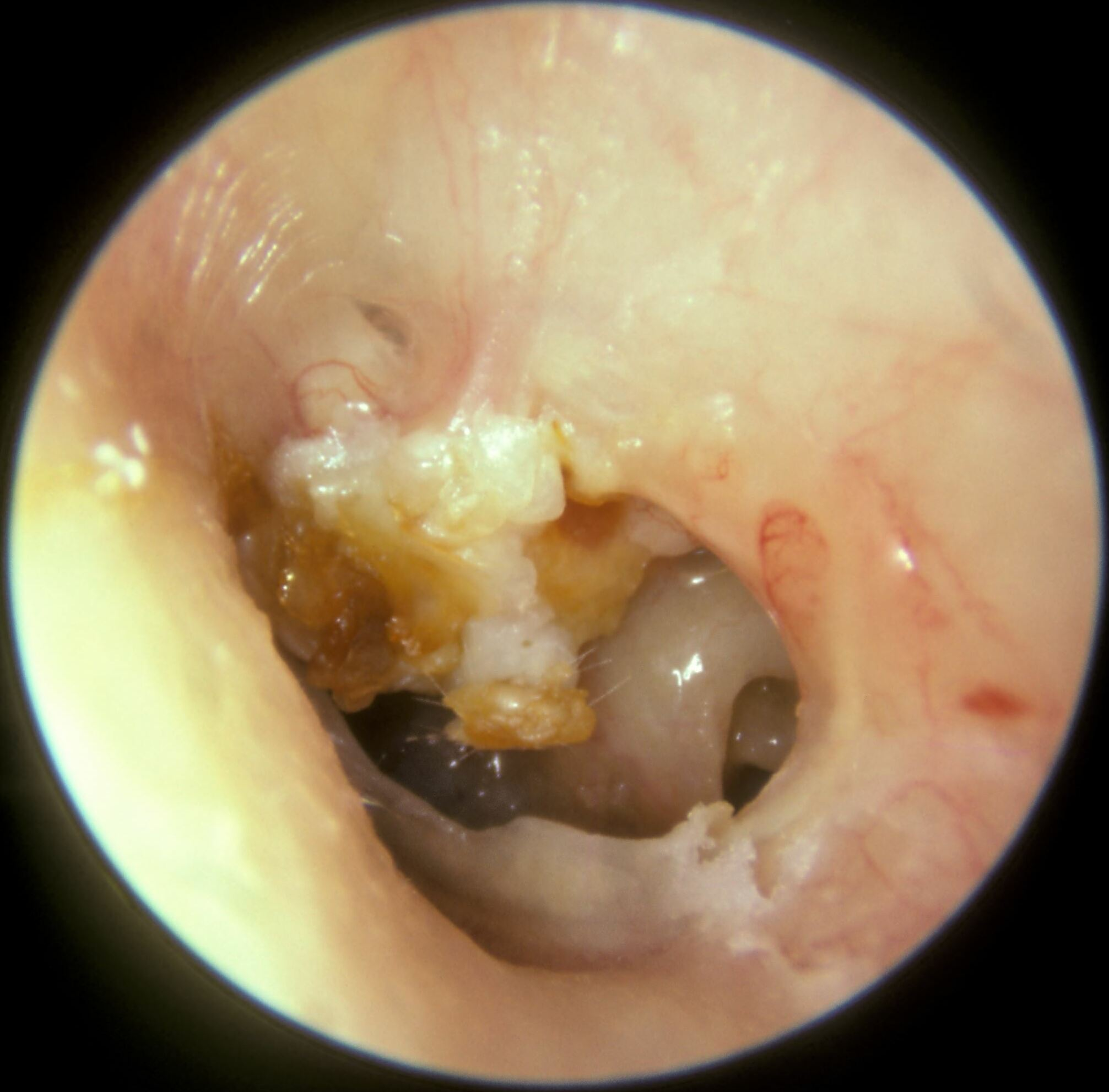
Colesteatoma: Massa de queratina branca no quadrante superior

O colesteatoma primário ocorre por aspiração da parte flácida da membrana timpânica, formado a partir de retrações timpânicas que progridem devido à pressão negativa sustentada na orelha média, com acúmulo de queratina.
Já o colesteatoma secundário ocorre por meio da migração de pele por uma perfuração timpânica ou por uma atelectasia da membrana timpânica.
O diagnóstico é realizado pela anamnese, com apresentação de otorréia contínua e fétida observada à otoscopia, geralmente com otalgia, descamações, pólipos e/ou atelectasias.
A progressão da doença pode ocasionar vertigem, mastoidite, paralisia facial, trombose do seio lateral, meningite e abscesso cerebral.

### Disfunção da tuba auditiva
A disfunção da tuba auditiva se refere a uma condição associada a uma irregularidade na ventilação, a qual é controlada pelo mecanismo de abertura e fechamento da Trompa de Eustáquio, também conhecida como tuba auditiva. Essa anormalidade perturba a drenagem adequada e a equalização da pressão entre a orelha média e a nasofaringe.
Esta disfunção é frequentemente associada a uma série de sintomas persistentes, tais como a sensação de pressão nas orelhas (plenitude aural), otalgia (dor), hipoacusia (diminuição da audição), zumbido, vertigem, desequilíbrio, dificuldade na execução da manobra de Valsalva.

#### Causas
Quanto às origens da disfunção da tuba auditiva, as causas podem englobar fatores infecciosos, alérgicos, refluxo gastroesofágico, obstruções na tuba auditiva, influências ambientais, predisposição genética, condições congênitas, complicações resultantes de intervenções médicas, traumas, presença de tumores nasofaríngeos e o estreitamento do óstio tubário devido à radioterapia. Além disso, deficiências habitacionais em relação à nutrição e higiene, juntamente com a falta de acompanhamento médico adequado, também podem contribuir para a obstrução da tuba auditiva e prejudicar sua função.

#### Sintomas:
Indivíduos com disfunção da tuba auditiva costumam experimentar desequilíbrio na pressão da orelha média, manifestado principalmente pela sensação de plenitude auricular, a ocorrência de "estalos" ou, ainda, desconforto/dor. Além dessas queixas, eles também podem relatar sensação de pressão, sensação de obstrução como se estivessem "debaixo d'água," zumbido, autofonia e percepção auditiva abafada.